# Enjoy Yourself
Enjoy Yourself je druhé studiové album australské zpěvačky Kylie Minogue, vydané 9. října 1989 hudebním vydavatelstvím PWL, Mushroom Records a Geffen Records. Album bylo produkováno Stock, Aitken & Waterman, kterých je i devět z deseti písní na albu, výjimkou "Tears on My Pillow".

## Seznam skladeb
| Pořadí | Název                        | Autor                        | Délka |
| ------ | ---------------------------- | ---------------------------- | ----- |
| 1.     | Hand on Your Heart           |                              | 3:51  |
| 2.     | Wouldn't Change a Thing      |                              | 3:14  |
| 3.     | Never Too Late               |                              | 3:22  |
| 4.     | Nothing to Lose              |                              | 3:21  |
| 5.     | Tell Tale Signs              |                              | 2:26  |
| 6.     | My Secret Heart              |                              | 2:41  |
| 7.     | I'm Over Dreaming (Over You) |                              | 3:23  |
| 8.     | Tears on My Pillow           | Sylvester Bradford, Al Lewis | 2:30  |
| 9.     | Heaven and Earth             |                              | 3:44  |
| 10.    | Enjoy Yourself               |                              | 3:45  |